# Anna Gryszkówna
Anna Gryszkówna (Anna Gryszko, ur. 16 września 1979 we Wrocławiu) – aktorka; absolwentka Akademii Teatralnej w Warszawie (2002); aktorka Teatru Narodowego od 2004 roku.

## Role teatralne
- Ofelia – Ofelia w “Hamlecie” według Wyspiańskiego; reż. J. Grzegorzewski (2003)
- Aktorka w “Duszyczce” według Różewicza; reż. J. Grzegorzewski (2004)

role w “Błądzeniu” według Gombrowicza; reż. J. Jarocki (2004)
- Anna / Syrena Ladacznica w spektaklu “On.Drugi Powrót Odysa”; reż. J. Grzegorzewski (2005)
- Henrieta we “Władzy” N. Deara; reż. J. Englert (2005)
- Helena w spektaklu “Sen nocy letniej” Szekspira; reż. J. Grzegorzewski (od 2005)
- Puella, czyli Ginewra w “Merlinie” Słobodzianka; reż. O. Spisak (od 2005)
- rola w “Ślubach panieńskich” Fredry; reż. J. Englert (2007)
- role w “Opowiadaniach dla dzieci” według Singera; reż. P. Cieplak (2007)
- Ifigenia w “Ifigenii” A. Grzegorzewskiej; reż. autorki (2008)

## Role filmowe i telewizyjne
- debiut w “Pamiętniku nastolatki” (prod. ADZFilm) 1993–1997
- Postać wizyjna w “Daleko od okna”; reż. J. J. Kolski (2000)
- Żydówka w “Pianiście”; reż. R. Polański (2002)
- Aktorka w “Duszyczce” według Różewicza; reż. J. Grzegorzewski (2005) – Teatr TV
- Ofelia – Ofelia w “Hamlecie” według Wyspiańskiego; reż. J. Grzegorzewski (2006) -Teatr TV
- Ania w “Chaosie”; reż. X. Żuławski (2006)
- role w “Opowiadaniach dla dzieci” według Singera; reż. P. Cieplak (2008) – Teatr TV